# Leo the Lion

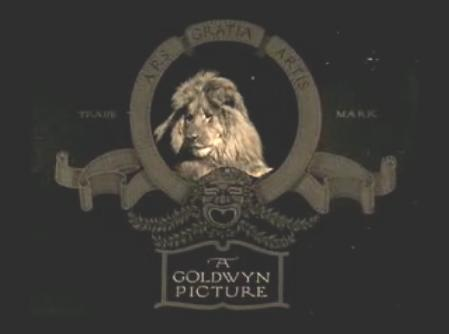
Slats the Lion usado nos primeiros logotipos da Goldwyn Pictures (1916-1922).

Leo the Lion é o mascote do estúdio de cinema estadunidense Metro-Goldwyn-Mayer e de seus predecessores e produtores associados, tendo sido criado pelo diretor de arte da Paramount Studios, Lionel S. Reiss.
Desde 1916, houve 9 diferentes leões no logotipo da MGM, incluindo Tanner, e Leo, atual (e quinto) leão. Tanner foi usado em todos os filmes e desenhos em Technicolor da MGM, (incluindo a série Tom e Jerry), tendo sido o logotipo da empresa por 22 anos (Leo é usado desde 1957, um total de 57 anos). Outrossim, quando o Departamento de animação da MGM, que havia sido extinto em 1958, foi reaberto com Chuck Jones dirigindo Tom and Jerry em 1963, esses episódios usaram Tanner como logo da companhia.

## Goldwyn pictures

### Primeiro Leão: 1916-1922

Slats sendo filmado em 1920.

Slats foi o primeiro leão criado logo após a fusão das empresas dos fundadores. Ele nasceu no Zoológico de Dublin, na Irlanda do Sul em 20 de março de 1919. O logotipo original foi desenhado por Howard Dietz e usado pela Goldwyn Pictures Corporation entre 1916 e 1924. O primeiro filme da Goldwyn com Leo, o Leão foi Polly of the Circus (1917).

### Segundo leão: 1922-1924
Houve um segundo leão utilizado pela Goldwyn pictures entre 1922 e 1924, ele diferentemente de Slats dava dois grunhidinhos e ficava olhando para os lados, mas como era a época do cinema mudo não se escutava nada.

## MGM

### Slats: 1924-1928
A Goldwyn Pictures Corporation acabou por ser absorvida pela parceria que formou a MGM, e os primeiros filmes da MGM que usaram o logotipo foi He Who Gets Slapped (1924). Dietz afirmou que decidiu usar um leão como mascote do estúdio como um tributo à Universidade de Columbia, cujo apelido das equipes esportivas é “The Lions”, tendo ele acrescentado que a inspiração para fazer o rugido do leão veio da canção-grito de Guerra da Columbia, "Roar, Lion, Roar".Slats foi utilizado em todos os filmes em preto-e-branco da MGM entre 1924 e 1928 Slats foi treinado por Volney Phifer a rosnar em vez de rugir (embora no logotipo ele não faça nada, apenas olha ao redor). Nos dois anos seguintes o leão fez uma turnê com os promotores da MGM para publicitar lançamento do estúdio. Slats morreu em 1936.  Sua pele está atualmente exposta no McPherson Museum em McPherson, Kansas.

### Jackie: 1928-1956

Jackie, usada entre 1928 e 1956

Jackie foi o segundo leão utilizado no logotipo da MGM. Jackie era quase idêntico a Slats, seu antecessor. Ele também foi o primeiro leão da MGM cujo rugido foi ouvido pelo público na época do cinema mudo, tendo sido usado um aparelho de gramofone nas exibições. Jackie resmungava baixinho, o que era seguido por um alto rosnado, uma breve pausa e, em seguida um grunhido final, antes de olhar para o lado. Nos primeiros anos que esse logotipo foi utilizado (1928-c.1932), houve uma versão ligeiramente ampliada do logotipo, no qual, depois de rosnar, o leão olhava para um lado e voltava seu olhar para a frente um segundo mais tarde. Jackie apareceu em todos os filmes em preto-e-branco da MGM entre 1928 e 1956, bem como em uma tonalidade sépia (usado, por exemplo, na abertura de The Wonderful Wizard of Oz (1939).
Ele também apareceu antes de desenhos animados preto-e-branco da MGM, como o Flip the Frog e as séries Willie Whopper, produzidas pela MGM em conjunto com a Ub Iwerks Studios; bem como os desenhos Captain and the Kids produzidos pela MGM em 1938 e 1939 (no episódio "Petunia Natural Park" (1939), há uma versão onde o leão é animado por rotoscopia). Apesar da introdução "oficial" de Jackie ter sido em 1928, o leão foi usado em três filmes anteriores: Greed (1924), Ben-Hur (1925) e Flesh and the Devil (1926). Uma variante modificada em cores pode ser encontrada na versão colorida de Babes in Toyland (1934), também conhecido como March of the Wooden Soldiers.

## Cores

### Telly: 1928-1932
A MGM começou a realizar experimentos com curtas-metragens em duas cores em 1927 e com desenhos animados em 1930. Duas variações do logotipo da MGM em Technicolor (two-trip) foram criados para os primeiros filmes da MGM em cor, com dois leões diferentes sendo utilizados. O primeiro leão, conhecido como "Telly", apareceu em todos os filmes em cores da MGM até 1932.

### Coffee: 1932-1934

Coffee, um dos dois leões usados nos testes da Technicolor nas primeiras produções coloridas da MGM (1932-1935).

O segundo leão, conhecido como “Coffee”, fez sua estréia em 1932, aparecendo em filmes coloridos até 1934 (e 1935 para os curtas de Happy Harmonies), quando a produção foi mudada para filmar em Tecnicolor (three-trip). O filme de 1934 The Cat and the Fiddle teve uma breve seqüência de cores, mas na outra metade do era em preto-e-branco (incluindo os seus créditos de abertura); Jackie foi usada no lugar de Coffee.

### Tanner: 1934-1956

Tanner no logotipo da MGM (1934-1956)

A MGM iniciou sua produção de filmes em Technicolor de três-bandas em 1934. Treinado por Mel Koontz (que também havia treinado Jackie), Tanner foi usado em todos os filmes Technicolor  da MGM (1934—1956) e em seus cartoons (final de 1935—1958, 1963—1967), exceto por O Mágico de Oz.  O filme de 1941 Third Dimensional Murder foi filmado em 3-D e em Technicolor, mas tinha os créditos de abertura em preto-e-branco, tendo sido Jackie usado no lugar de Tanner. O filme de 1945 The Picture of Dorian Gray e o filme de 1949 The Secret Garden tiveram algumas seqüências breves em cores, mas possuíam o restante da película em preto-e-branco (incluindo os créditos de abertura), tendo sido Jackie novamente usado no lugar de Tanner.

### George: 1956-1958
O sétimo leão, oficialmente chamado George, foi introduzido em 1956, e foi mais modificado que seus antecessores e seu leão subsequente. Duas versões diferentes do logotipo foram utilizadas, uma com o rugido do leão para a direita da tela e, em seguida, rugindo para a câmera; a outra com o leão rugindo duas vezes para a direita da tela. Este logotipo tinha ou fundo preto ou brilhante; embora  uma variante de fundo azul tenha sido usada em The Wings of Eagles (1957).

### Leo, o leão

Leo no atual logotipo da MGM.

Leo, o 9º leão, é o leão de vida mais longa da MGM, tendo aparecido em todos os filmes da MGM desde 1957. Ele tem uma juba menor do que outros antecessores.
Leo foi comprado do famoso comerciante de animais Henry Trefflich e foi treinado por Ralph Helfer.  Duas versões diferentes do logotipo foram utilizadas, uma com o leão rugindo três vezes (usado entre 1957 e 1960), e outra com o leão rugindo duas vezes, usado desde 1960. Três filmes da MGM, Raintree County(1957), Ben-Hur(1959), e Mutiny on the Bounty (1962)(1962), utilizaram uma variação de quadros no logotipo, com o rugido do leão adicionado à música de fundo.
Um logotipo diferente, com uma imagem circular gráfica de um leão, conhecida como " The Stylized Lion ", apareceu em três filmes em 1960:Grand Prix(1966), ' '2001: Uma Odisséia no Espaço(1968), e The Subject Was Roses (1968). O tradicional logotipo foi re-introduzido e o estilizado foi abandonado. Essa mesma imagem estilizada, no entanto, foi mantida pela MGM Records, sendo que também foi usada como logotipo secundário em cartazes de cinema da MGM, além de ser mostrado no final de rolos de crédito após a maioria dos lançamentos de filmes MGM deste período. Mais tarde foi usado pela MGM Grand Hotel and Casino.
O logotipo foi mantido na corporação mesmo após a aquisição da United Artists em 1981. O novo nome da empresa que aparecia nos filmes era "A MGM / UA Entertainment Co.", tendo aparecido  em todos os produzidos da  MGM/UA  entre 1983 e 1987. Foi também nessa época que o som original do rugido do leão foi substituído por um som digitalizado.

### Logotipo secundário
A MGM também tem utilizado um logotipo secundário, visto nos créditos de abertura ou fechamento de vários filmes da empresa. Este desenho alternativo originou-se de um outro logotipo da Metro-Goldwyn Pictures dos nos de 1923 e 1924, sendo visto nos títulos de abertura de muitos filmes da companhia no final de 1920 e 1930. O logotipo apresenta uma imagem gráfica de um leão deitado (a partir de uma visão lateral) sobre um pedestal que tem o slogan " A Metro–Goldwyn–Mayer Picture " inscrita nele. Atrás do leão é existe uma fita semicircular feita de rolos de filme com a frase "Ars Gratia Artis". De cada lado do pedestal existem tochas. O logotipo secundário foi usado nos títulos de abertura e no final da maioria dos filmes da MGM no final de 1920 até o início dos anos de 1970, mudando-se para os créditos principais do filme até o início de 1980.

### Paródias

Paródia vampiresca no filme de Polanski.

No filme do ano de 1967 de Roman Polanski The Fearless Vampire Killers, o leão da MGM se transforma em um desenho animado assustador misturando um  vampiro com sangue pingando a partir de suas presas. O filme do grupo Monty Python,  And Now For Something Completely Different (1971),  parodia o logotipo da MGM com o coaxar de um sapo no lugar do leão.
O  The Mary Tyler Moore Show (que estreou em 1970), bem como outros programas da  MTM Enterprises, parodiaram Leo, o leão na abertura e no final do programa. No lugar de Leo, foi colocada Mimsie the Cat, que miava no final de cada show. (Em The Bob Newhart Show, a voz Mimsie foi substituída pelo próprio Newhart dizendo: "Meow"). A fita sobre a cabeça do gatinho mostrava a palavra "MTM" em vez de "Ars Gratia Artis".

Paródia de Tom e Jerry no logotipo da MGM.

Em Tom and Jerry, mais especificamente no cartoon Switchin' Kitten (1961), Jerry ruge igual Leo no seu buraco de rato, que se assemelha com a fita presente no logotipo do MGM (em ouro). Além disso, nos episódios dirigidos por Chuck Jones, entre 1963 e 1967, existem variações na apresentação do logotipo da MGM. Às vezes Tanner ruge no início, e depois é substituído por Tom, que mia.

Paródia do gatinho Mimsie.

A MGM fez a sua primeira paródia do logotipo no filme de 1935, Uma Noite na Ópera. Jackie aparece nos créditos de abertura do filme, mas o trailer do filme mostra Groucho primeiro, depois Chico, que ruge dentro de uma fita de rolo de filmagem, sendo que o som que sai é de um leão real, sendo que em seguida Harpo faz o mesmo, mas sem nenhum rugido ou som no fundo. The Muppets parodiaram o logotipo em duas de suas produções em 1981. O personagem “Animal” substitui Leo em The Great Muppet Caper, e a personagem Fozzie Bear encarna o leão em no mesmo papel em The Muppets Go to the Movies.
Em 1983, a MGM parodiou o seu logotipo mais uma vez na comédia Strange Brew, que estrelava Rick Moranis e Dave Thomas. O filme mostrava um leão bêbado, em vez de do leão usado até então.
O filme de animação da União Soviética, Ograblenie po... (1978/1988), parodiou o logotipo, com Cheburashka substituindo o leão da MGM. EmCrocodile Hunter: Collision Course(2002), um crocodilo assume o lugar do leão rugindo. Em The Pink Panther (2006), estrelado por Steve Martin, com um logotipo de cor de rosa, Leo começa a rugir, mas é interrompido pelo Inspetor Clouseau, que abre o círculo do logotipo como se fosse uma porta, olhando ao redor do local antes de sair.